# Pokój 101
Pokój 101 – miejsce opisane w antyutopii George’a Orwella Rok 1984, sala tortur znajdująca się w siedzibie Ministerstwa Miłości. W pokoju 101 poddawało się więźnia jego własnym fobiom, aby pokochał on Wielkiego Brata.

## W powieści
Kiedy odkryto, że główny bohater Winston Smith złamał zasady reżimu Oceanii, był on torturowany w Ministerstwie Miłości, a następnie zabrany do pokoju 101, który był ostatnim etapem jego reedukacji. W pokoju 101 Smith był zmuszony zmierzyć się z jego największą fobią, którą były szczury. Pod wpływem strachu Smith zdradził emocjonalnie swoją kochankę Julię, aby uniknąć kary.

## Geneza
Orwell oznaczył pokój 101 od sali konferencyjnej w Broadcasting House, gdzie brał udział w nudnych spotkaniach.

## Nawiązania
Nawiązania do pokoju 101 pojawiły się w „The Ricky Gervais Show” (odcinek „Room 102”) oraz w serialu „Doktor Who” (odcinek „Kompleks boga”).
Anna Funder w książce Stasiland wysunęła tezę, że pod wpływem lektury Roku 1984 Erich Mielke nakazał zmienić numerację pomieszczeń w siedzibie Stasi tak, aby jego biuro na drugim piętrze otrzymało numer 101